# Luc Brisson
Luc Brisson (n. 10 de marzo de 1946, Saint-Esprit, Quebec) es un filósofo de Quebec, especialista en Platón, que ha desarrollado su actividad en Francia.

## Trayectoria
Luc Brisson inició sus estudios superiores en la Universidad de Montreal. Paul Ricoeur, que enseñaba en Nanterre (París) y venía todos los años a Montreal, le propuso trabajar con Clémence Ramnoux. Se traslada a Francia en  octubre de 1968, cuando Nanterre estaba en plena ebullición y obtiente un doctorado del tercer ciclo en 1971, en la Universidad de París Oeste - Nanterre. La dirigió la citada especialista en filosofía antigua Ramnoux, que de todos modos le recomendó seguir los cursos de Jean-Pierre Vernant, Pierre Vidal-Naquet y Marcel Detienne. Después, hizo un doctorado de Estado, en 1985 con la misma dirección.
Investigador asociado del CNRS en 1974, investigador en 1981, director de investigaciones desde 1986 en el Centre Jean Pépin, es especialista en filosofía antigua, sobre todo en Platón. Ha publicado mucho sobre este pensador y sobre filosofía antigua; colabora en la versión y presentación de las obras platónicas en GF Flammarion, y dirige con Jean-François Pradeau la traducción de las obras de Plotino en GF Flammarion.
Ha hecho una edición de Platón, en un solo volumen, en 2008, presentándolo además como un autor literario. Para él, Platón es un escritor, no sólo tal como se presenta en Banquete o en Fedro, sino asimismo en los primeros diálogos socráticos, tan gratos de leer.

## Obras

### Publicaciones
- Le même et l'autre dans la structure ontologique du Timée de Platon, Klincksieck, 1974.
- Le mythe de Tirésias, essai d’analyse structurale, Leiden, Brill, 1976
- Éros, París, Flammarion, 1980
- Lectures de Platon. París, J. Vrin, 2000. ISBN 2-7116-1455-7.
- Orphée et l’orphisme dans l’Antiquité greco-romaine, Londres, Variorum, 1995
- Puissance et limites de la raison. Le probleme des valeurs, París, Les Belles Lettres, 1995, con Walter Meyerstein
- Poèmes magiques et cosmopologiques / Orphée, París, Les Belles Lettres, 1995
- Le sexe incertain: androgynie et hermaphrodisme dans l’antiquité gréco-romaine, París, Les Belles Lettres, 1997
- Matière et devenir dans les philosophies anciennes, París, Presse Universitaire de France, 2003, colectivo
- Platón, las palabras y los mitos. ¿Cómo y por qué Platón dio nombre al mito?, Madrid, Abada, 2005 ISBN 978-84-96258-39-6
- Etudes platoniciennes VI, París, Les Belles Lettres, 2004, con Jean-François Pradeau.
- Les écrits socratiques de Xénophon, París, Presse Universitaire de France, 2004
- Lectures de Platon, París, Vrin, 2000
- Introduction a la Philosophie du mythe I et II, París, Vrin, 1997-2000, con Christoph Jamme.
- Platon 1990-1995: Bibliographie, París, J. Vrin, 1999.  ISBN 2-7116-1412-3, con Frédéric Plin.
- Platon 1995-2000: Bibliographie, París, J. Vrin, 2007. ISBN 2-7116-1698-3, con Benoît Castelnerac y Frédéric Plin.

### Traducciones de Platón
- Lettres, París, Flammarion, 1987. (GF ; 466). 314p.
- Apologie de Socrate. Criton, 3ª ed., París, Flammarion, 2005. ISBN 2-08-070848-1.
- Timée. Critias; 2ª ed. París, Garnier-Flammarion, 1995. ISBN 2-08-070618-7.
- Parménide, París, Garnier-Flammarion, 1994. ISBN 2-08-070688-8.
- Le banquet, 4ª ed., París, Flammarion, 2005. ISBN 2-08-070987-9.
- Phèdre, 6ª ed., junto con La pharmacie de Platon de Jacques Derrida. París, Flammarion, 2004. ISBN 2-08-070488-5.
- Le politique, París, Flammarion, 2003. (ISBN 2-08-071156-3, con Jean-François Pradeau.
- Les lois. I-VI, París, Flammarion, 2006. ISBN 2-08-071059-1con Jean-François Pradeau.
- Les lois. VII-XII; París, Flammarion, 2006. ISBN 2-08-071257-8, con Jean-François Pradeau.